# Забайкальский (Забайкальский край)
Забайка́льский — посёлок в Читинском районе Забайкальского края России. Входит в состав сельского поселения «Смоленское».

## География
Посёлок находится в центральной части района, на расстоянии 7 км к востоку от села Смоленка, центра сельского поселения, и 13 км северо-востоку от города Чита, административного центра района и края.

## Население
| 2002 | 2010 | 2012 | 2021 |
| ---- | ---- | ---- | ---- |
| 226  | ↗280 | ↗286 | ↘240 |

## Разное
Входит в Перечень населенных пунктов Забайкальского края, подверженных угрозе лесных пожаров